# Вольф, Маврикий Осипович

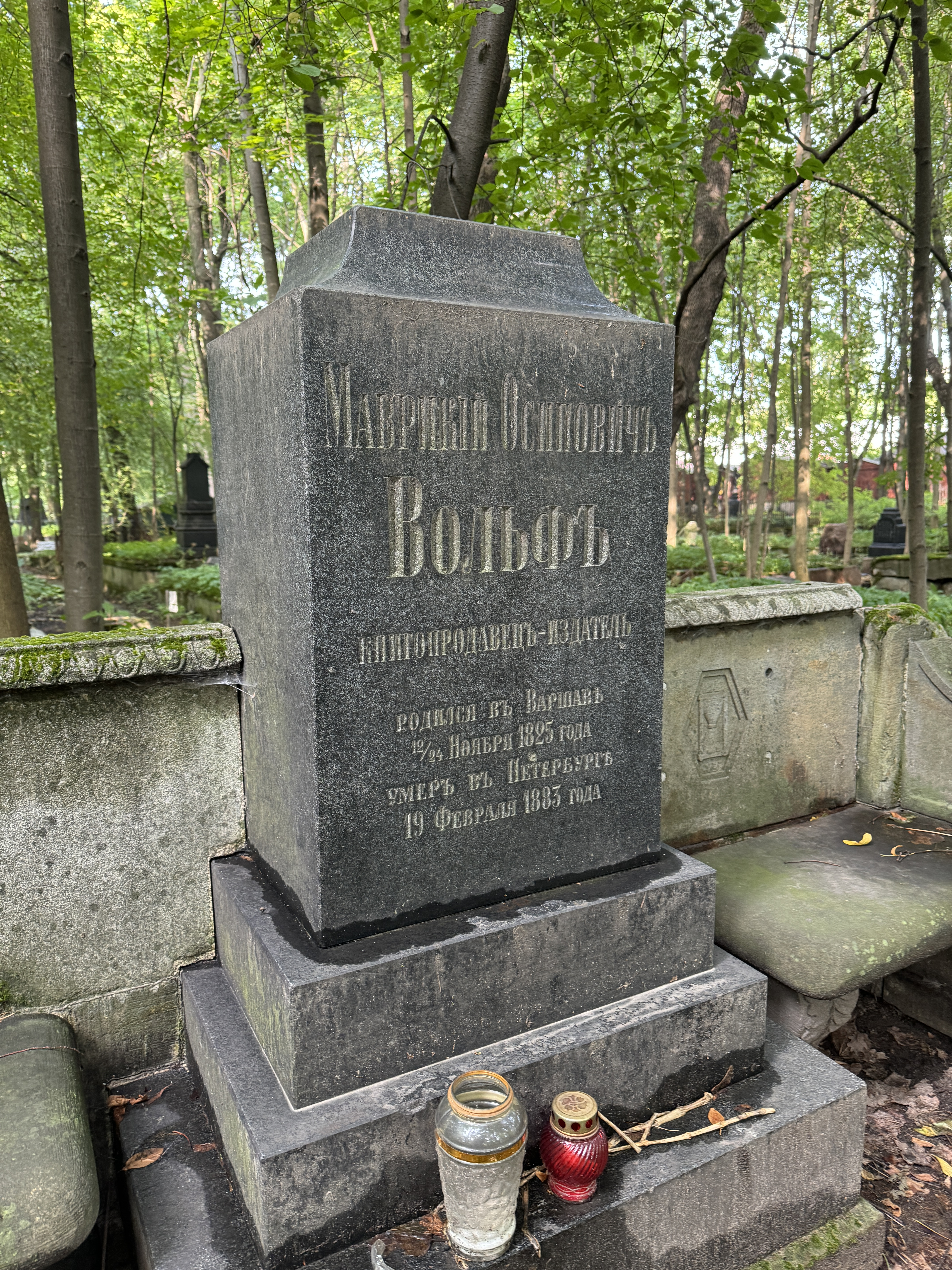
Могила М. О. Вольфа на Смоленском лютеранском кладбище

Маври́кий О́сипович Во́льф (пол. Maurycy Bolesław Wolff; 12 [24] ноября 1825, Варшава — 19 февраля [3 марта] 1883, Санкт-Петербург) — русский издатель, книгопродавец, просветитель и энциклопедист.

## Биография
Родился 12 (24) ноября 1825 года в Варшаве в семье врача Иосифа Вольфа (1766—1836), который пользовался известностью и уважением в образованном польском обществе и был автором целого ряда медицинских монографий; мать — Элеонора Эстрайхер (1789—1859). Происходил из принявших христианство евреев: его дед, Максимилиан Иосифович Вольф (1730—1778), служил лейб-медиком у австрийского императора Иосифа II; бабушка — Юстина Невахович, состояла в родстве с литератором Л. Н. Неваховичем.
Закончил пятиклассную варшавскую гимназию. Затем поступил учеником в книжный магазин А. Е. Глюкберга (1804—1881) и впоследствии женился на его дочери Леонии, также из евреев-выкрестов.
Переехав вскоре в Париж, работал там в книжной торговле Боссанжа. Затем проработал под руководством Э. Авенариуса три года в парижском отделении книгопродавческой фирмы Брокгауза. Затем переехал в Лейпциг и там работал в книжной торговле. Работал после этого в Львове, Кракове, Вильне.
В 1848 году приехал в Санкт-Петербург, где поступил в книжный магазин Я. А. Исакова заведующим французским отделом и занялся изданием польских книг. Оставив в 1853 году службу, открыл собственную «универсальную книжную торговлю» и одновременно выступил как издатель русских книг.
Внимательно учитывая читательские интересы, Вольф — типичный европейский книгоиздатель-коммерсант — хорошо знал, что и для кого надо издавать. Уже первая изданная Вольфом книга — «Общедоступная механика» — была верно рассчитана на возникший в то время спрос на научно-популярную литературу. И в дальнейшем Вольф чутко улавливал запросы и вкусы читателей, главным образом буржуазной и мелкобуржуазной интеллигенции.
Издания Вольфа чрезвычайно разнообразны: философия, наука, прикладные знания, педагогика, литература, искусство. Вольф был первым издателем капитальных изданий на русском языке по математике, физике, медицине и т. д. Он издавал Бокля, Шлоссера, Куно Фишера и др.; собрания сочинений: Пушкина, Лермонтова, Даля, Писемского, Лескова, Мельникова-Печерского, Мицкевича, Лессинга и др.; одним из первых в Российской империи предпринял ряд больших художественных изданий («Божественная комедия» с рисунками Доре, «Фауст» и т. д.).
Широко поставил Вольф и издание детской литературы (Купер, Майн Рид, Жюль Верн, В. Скотт, а также сочинения Чарской).

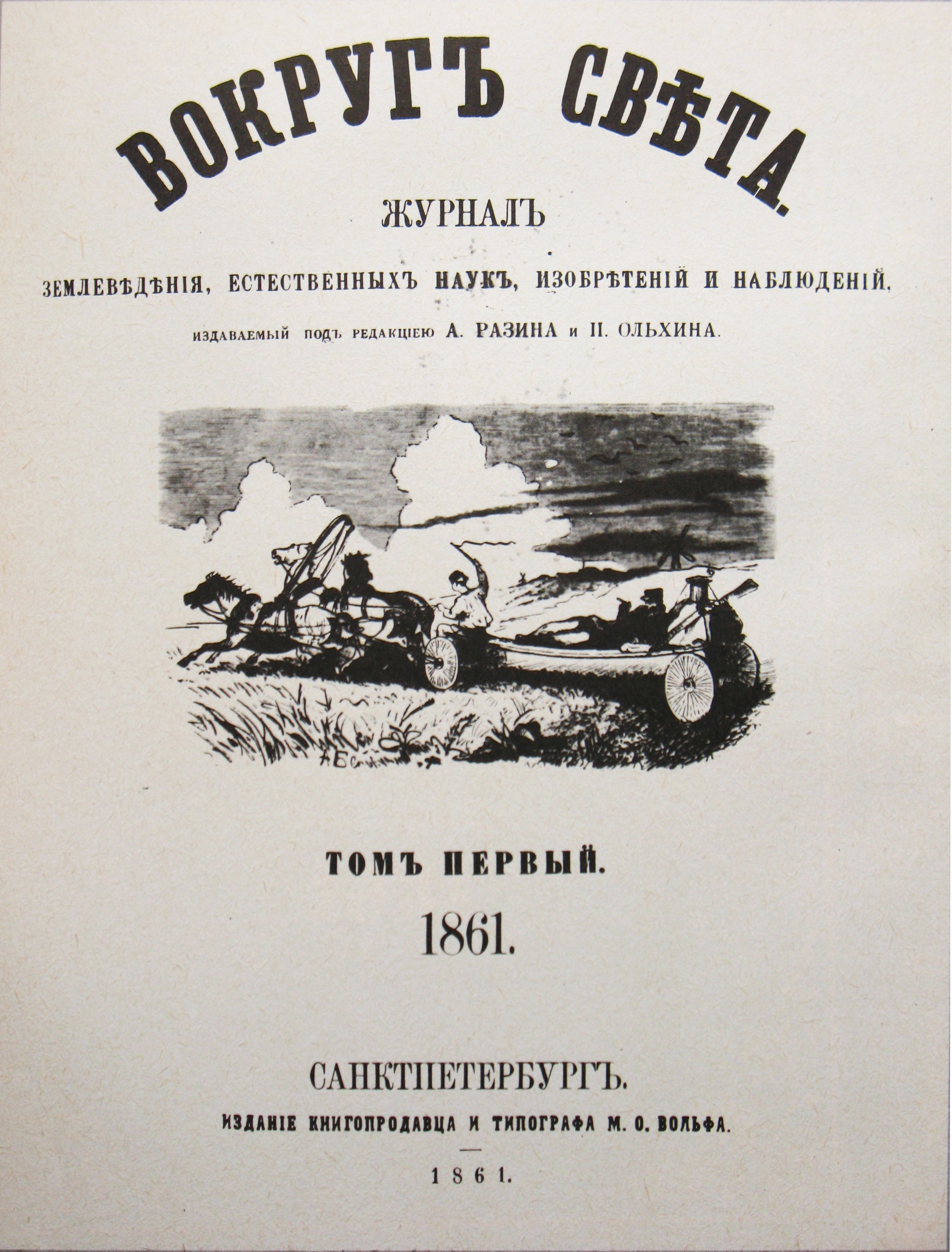
«Вокруг света», 1861 год. Издание книгопродавца и типографа М. О. Вольфа

Основал ряд популярных журналов: «Вокруг света», «Заграничный вестник», «Новь», «Новый мир», «Задушевное слово» (для детей младшего и среднего возрастов — два издания), «Музей для всех» (о событиях культурной жизни Москвы и Петербурга), «Библиографические известия», «Известия книжных магазинов Вольфа» и другие. После смерти Вольфа издательство продолжало существовать под названием «Товарищество М. О. Вольф» вплоть до 1917 года.
Сыграл заметную роль в развитии российской книготорговли. Его магазины с обильным и разнообразным подбором книг, с опытными продавцами считались образцовыми. Один из магазинов Вольфа размещался в Москве на Кузнецком Мосту в бывшем доме ресторана «Яр».
Умер 19 февраля (3 марта) 1883 года в Петербурге; похоронен на Смоленском лютеранском кладбище.
Имел сына Антония.